# Alstroemeria yaelae
Alstroemeria yaelae este o specie de plante monocotiledonate din genul Alstroemeria, familia Alstroemeriaceae, descrisă de Pierfelice Ravenna. Conform Catalogue of Life specia Alstroemeria yaelae nu are subspecii cunoscute.